# Youri Raffi Djorkaeff
Youri Raffi Djorkaeff (Lió, 9 de marc de 1968) és un futbolista professional francès retirat de la dècada dels 1990.
Djorkaeff prové d'una barreja de l'ètnia calmuc i polonesa (per part de pare) i armènia (per part de mare, Mary Ohanian, qui havia nascut a Turquia). El seu pare Jean Djorkaeff també fou futbolista. Començà a destacar a inicis dels 90 quan jugà al AS Monaco i més tard al Paris Saint-Germain FC. El 1994 fou màxim golejador de la lliga francesa de futbol amb 20. El 1996 fitxà per l'Internazionale i el 1999 marxà al Kaiserslautern. Els darrers anys com a futbolista d'alt nivell els passà a Anglaterra al Bolton Wanderers i al Blackburn Rovers. Fou internacional amb França, amb la qual guanyà el Mundial de 1998 i l'Eurocopa de 2000. També disputà l'Eurocopa de 1996 i el Mundial de 2002.

## Palmarès
- Djorkaeff fou escollit Chevalier (Cavaller) de la Legió d'Honor el 1998[4][5]
- Copa francesa de futbol: 1991 (Monaco)
- Recopa d'Europa de futbol: 1996 (PSG)
- Copa de la UEFA: 1998 (Inter)
- Copa del Món de futbol: 1998
- Campionat d'Europa de futbol: 2000[6]